# سیمون گرسلین
سیمون گرسلین (انگلیسی: Simone Greselin؛ زادهٔ ۵ ژوئن ۱۹۹۸) بازیکن فوتبال است.